# Rina Mor-Goder
Rina Mor-Goder

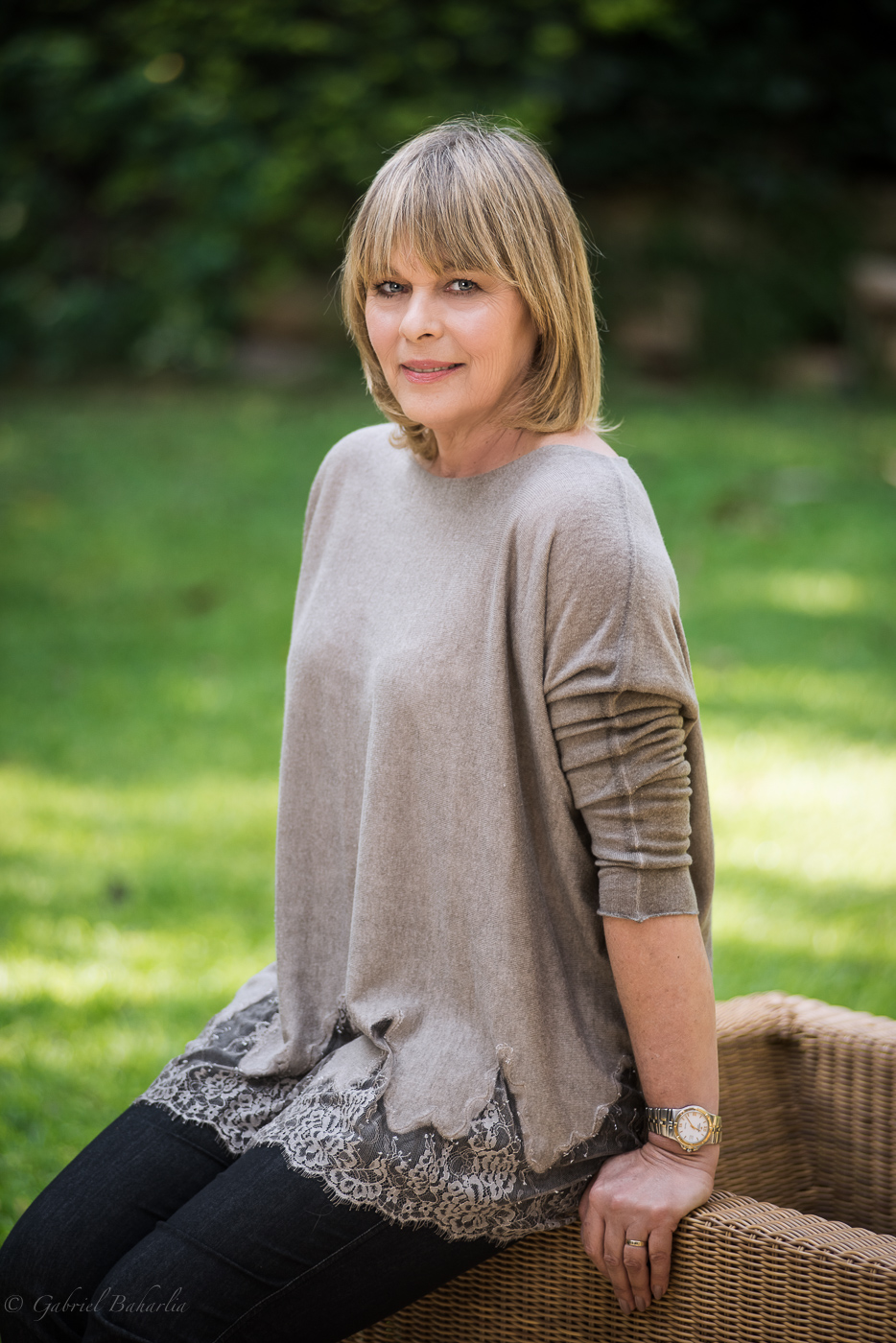
Fotografie din 2015

(n. 16 februarie 1956, Kiryat Tivon, ca Rina Messinger) este un fotomodel din Israel care a câștigat în 1976 în Hong kong, titul de Miss Universe. Inițial ea a fost aleasă Miss Israel (Malkat HaYofi). Rina Mor a studiat apoi dreptul și a devenit avocată. Cu ocazia alegerii ei ca regină a frumuseții ea ar fi declarat:
"I’m no politician. I think my being Miss Universe will show people that Israel has another side, not only war"
"Eu nu sunt politiciană. Eu cred că candidatura mea arată lumii, că există și o altă latură a Israelului, nu numai cea a războiului".
Dorința ei de a vizita țările arabe nu a reușit să o ducă la îndeplinire, deoarece acolo ea a fost declarată ca persoană nedorită. Azi, în 2010, are două fiice, lucrează ca avocat, și este o militantă pentru drepturile familiei.
| Predecesor Anne Marie Pohtamo | Miss Universe 1976 | Succesor Janelle Commissiong |